# Arthur Wiechula
Arthur Wiechula (* 20. Januar 1867; † 1941) war ein deutscher Landschaftsarchitekt. Er war mit Lydia Lindnau verheiratet und hatte drei Kinder, Margarethe (* 1895), Max (* 1897) und Ernst (* 1900).

## Werk
Im Jahr 1926 veröffentlichte er sein Werk Wachsende Häuser aus lebenden Bäumen entstehend, in welchem er beschreibt, wie auf einfache Weise aus lebenden Zweigen und Ästen Gebäude geschaffen werden können. Wiechula erklärt unter anderem darin, wie mit Hilfe von V-förmigen Schnitten die Zweige gebogen werden können, so dass diese wieder zusammenwachsen und die vorgegebene Form dabei behalten. Er errichtete zeitlebens vermutlich kein Gebäude aus lebenden Hölzern, jedoch mindestens eine 120 Meter lange Wand aus kanadischen Pappeln. Diese Wand hatte den Zweck, Schnee von Bahngleisen fernzuhalten. Seine Ideen haben im Laufe der Zeit viele Künstler inspiriert, aus lebenden Gehölzen ganze Gebäude wachsen zu lassen.

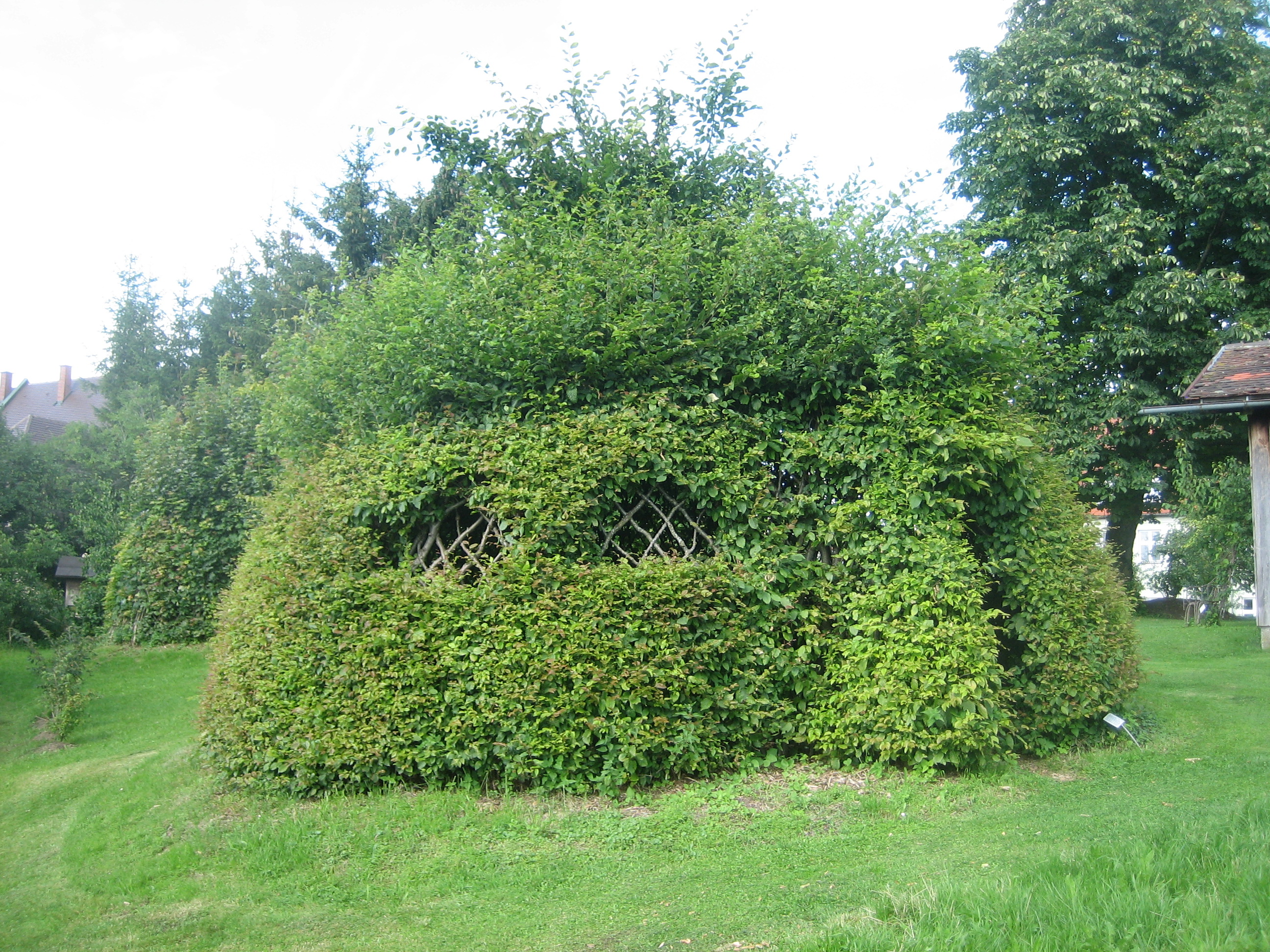
Lebende Laube in Bad Grönenbach
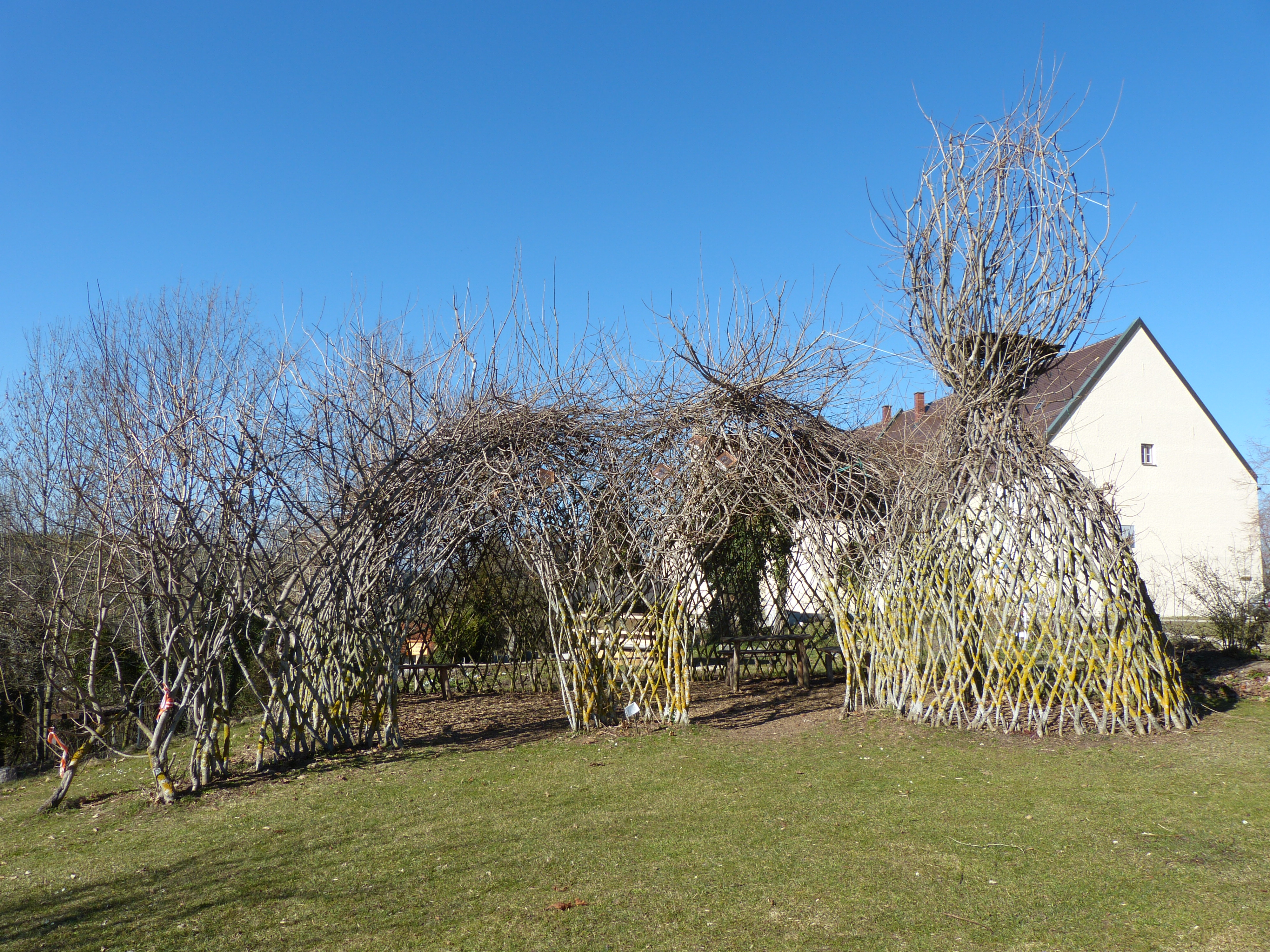
Lebende Laube in Bad Grönenbach
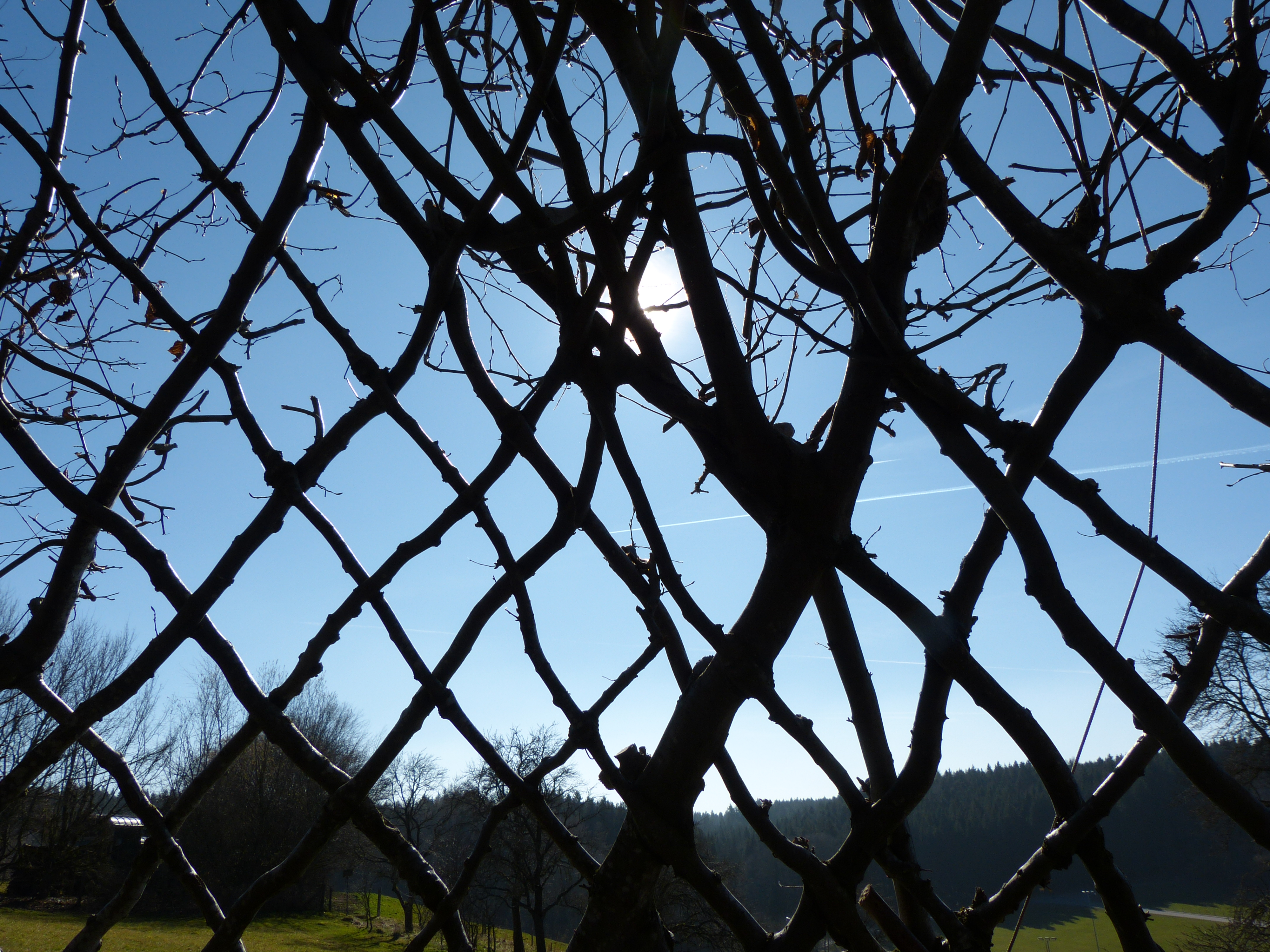
Astgeflecht einer lebenden Laube

## Veröffentlichungen
- Die Kleinfarm als Wirtschafts-, Erwerbs- und Kriegerheimstätte, 1919, 224 Seiten
- Deutschlands Genesung durch Selbsternährung, 1920, 79 Seiten
- Siedlungen ohne Anzahlung und billigste Beschaffung von Lebensmitteln, 1921, 156 Seiten
- Wachsende Häuser aus lebenden Bäumen entstehend, 1926, 320 Seiten
- Holzhäuser unter Mitwirkung der Natur, 1927, 46 Seiten